# Lauren Henderson

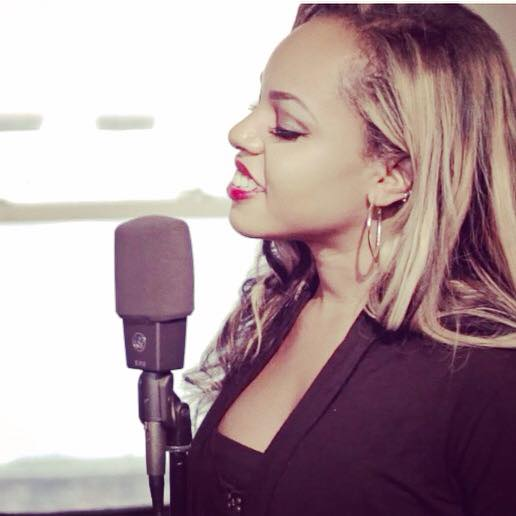
Lauren Henderson (2014)

Lauren Henderson (* 5. November 1986 in Marblehead, Massachusetts) ist eine US-amerikanische Jazzmusikerin (Gesang, Komposition). Laut Matt Collar (Allmusic) ist sie eine anspruchsvolle Künstlerin mit einem Sound, der von Jazz, Flamenco, R&B und lateinamerikanischen Traditionen geprägt ist.

## Leben und Wirken
Lauren Henderson, die panamaische und karibische Wurzeln hat, sang als Kind sowohl in Kirchen- als auch in Schulchören. Sie besuchte das Wheaton College, an dem sie Musik und Hispanistik studierte. Dann zog sie nach New York, wo sie bei der Universal Music Group arbeitete. Daneben nahm sie Unterricht bei Paquito D’Rivera, Barry Harris und Jane Monheit und begann zu singen. Ab 2017 erwarb sie einen Executive Master of Business Administration an der Brown University in Rhode Island und der IE Business School in Madrid. In Spanien und auch in Mexiko studierte sie zudem traditionelle Musik sowie Flamencogesang und -tanz.
Ab 2011 legte Henderson eine Reihe von EPs und Alben vor allem auf ihrem eigenen Label Brontosaurus Records vor, an denen Musiker wie Terri Lyne Carrington, Joe Dyson, Josh Evans, Sullivan Fortner, Thomas Heidepriem, Sean Mason, Riley Mulherkar, Joel Ross, Ameen Saleem und Eric Wheeler beteiligt waren.
Für The New York Times liegt ihr Gesang „irgendwo zwischen entspannendem Flüstern und überzeugender Erklärung“. Ihre Gesangsstimme sei fast ein Flüstern, das einen näher an sie und das heranzieht, was sie tut, und ihr Wechsel von keinem Vibrato zum Schnellfeuer-Vibrato sei „subtil, aber unausweichlich“, meinte Bobby Patrick (Broadway World) zu ihrem Album Conjuring (2023).

## Diskographische Hinweise
- A la Madrugada (Impulse!, 2015)
- The Songbook Session (2020)[5]
- Live in Europe (Lofish, 2022), mit Walter Fischbacher, Petr Dvorsky, Ulf Stricker
- La Bruja (Terasima, 2023)